# Arje Cwi Fromer
Arje Cwi Fromer (ur. 1884 w Czeladzi, zm. 2 maja 1943 w Lublinie) – rabin i talmudysta, rektor Jeszywas Chachmej Lublin od 1933 do 1939 roku.

## Życiorys
Jego przodkowie wywodzili się z rodzin o tradycjach chasydzkich, jego przodkami mieli być m.in. Elimelech z Leżajska oraz cadyk Dow Berisz Frumer z Oświęcimia. Był synem ubogiego krawca Chanocha Hendla Fromera i Miriam Kejli z domu Gutensztajn. Jego matka zmarła, gdy miał trzy lata. Po śmierci matki został odesłany pod opiekę krewnych matki w Wolbromiu, gdzie uczęszczał do chederu.
Gdy skończył 11 lat rodzina umieściła go w jesziwie przygotowawczej w Mstowie. Po odbyciu bar micwy wysłano go do jesziwy cadyka Abrahama Bornsztajna w Sochaczewie, gdzie spędził pięć lat. W 1902 roku w Sosnowcu wziął ślub z Esterą Szwajcer. Małżeństwo na kilka lat osiadło w Sosnowcu, często przebywał jednak na dworze cadyka w Sochaczewie. Po śmierci Bornsztajna w 1910 roku jego syn, Samuel Bornsztajn, zaproponował Fromerowi objęcie posady rosz jesziwy. Fromer przyjął propozycję i przeniósł się do Sochaczewa.
W 1913 roku wydał książkę Siach ha-sade, będącą komentarzem do porządku Moed w Misznie. W związku ze zniszczeniem Sochaczewa podczas działań wojennych podczas I wojny światowej, Fromer przeniósł się do Warszawy, gdzie, aby utrzymać rodzinę, podejmował się ciężkiej pracy fizycznej. W 1918 roku zastąpił swojego wuja, Icchaka Gutensztejna, na stanowisku rabina w Koziegłowach. W Koziegłowach utworzył własną jesziwę, w której kształcił 50 uczniów. Nadano mu przydomek „Kozieglower row” („Mistrz z Koziegłów”). W związku z konfliktem z miejscowym księdzem oraz jednym z bogaczy, we wrześniu 1921 roku opuścił Koziegłowy i zamieszkał w Zawierciu. W Zawierciu został przywódcą grupy chasydów będących wcześniej zwolennikami dynastii Borensztejnów, wznowił także działalność swojej jesziwy. Kandydował jako przedsatwiciel chasydów sochaczewskich i gerskich na stanowisko rabina, głosowanie jednak przegrał.
Po porażce zamieszkał w Sosnowcu, został przywódcą chasydów sochaczewskich i gerskich z Górnego Śląska i zachodniej Małopolski. W 1923 roku brał udział w konkursie na stanowisko rabina Sosnowca, ponownie poniósł porażkę. Po śmierci Majera Szapiry zarząd Jeszywas Chachmej Lublin zwrócił się do niego z prośbbą o objęcie stanowiska rosz jesziwy, na co się zgodził. W 1935 roku odbył pielgrzymkę do Ziemi Izraela, spędzając tam cztery miesiące. W 1938 roku wprowadził w swojej jesziwie komplementarny program dotyczący dwóch porcji Miszny, nazywany „Miszna jomit”. Program wprowadzony przez Fromera funkcjonuje nadal w kręgach Żydów ortodoksyjnych. W tym samym roku opublikował swoją drugą książkę – Erec cwi, zawierającą jego responsy do fragmentów Szulchan aruch.
Po wybuchu II wojny światowej jesziwa w Lublinie została zamknięta. Na początku 1940 roku Fromer wraz z żoną wyjechał do Warszawy, gdzie trafił do tamtejszego getta. Wraz z rabinem Awrahamem Wajnbergiem utworzył w nim konspiracyjną jesziwę, mieszczącą się w „bunkrze” przy ulicy Miłej 14. Podczas wielkiej akcji deportacyjnej uniknął śmierci dzięki temu, że zatrudniono go w szopie Fritza Schultza.
Podczas powstania w getcie warszawskim, 1 maja 1943 roku, znalazł się wraz z żoną w transporcie do obozu koncentracyjnego na Majdanku, gdzie następnego dnia zostali zamordowani w komorze gazowej.